# Onna-bugeisha

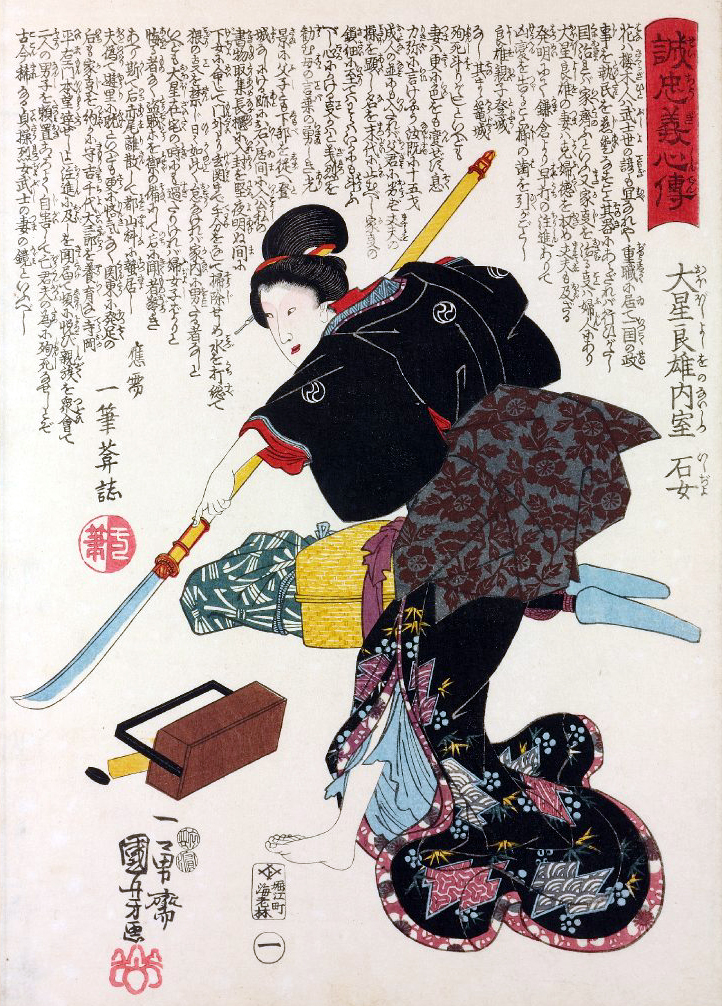
Ishi-jo svingande en naginata, av Utagawa Kuniyoshi

Onna-bugeisha (japanska: 女武芸者), var ett historiskt japanskt yrke. En Onna-bugeisha var en kvinna tillhörig samurajklassen, som hade fått militär träning i stridsteknik och som under perioder av kris tilläts och förväntades delta i strid. De har ofta kallats kvinnliga samurajer. 